# Campionato Europeo Supermoto 2010
Il Campionato Europeo Supermoto nel 2010 vede il passaggio della formula di gara da due manche a tre, come avviene nel concomitante Campionato del Mondo.
Allo stesso modo il monogomma passa da Dunlop a Goldentyre.

## Gare del 2010
|   | Paese    | Località                 | Data         |
| - | -------- | ------------------------ | ------------ |
| 1 | Italia   | Castelletto di Branduzzo | 2 maggio     |
| 2 | Germania | St. Wendel               | 11 luglio    |
| 3 | Italia   | Triscina                 | 29 agosto    |
| 4 | Bulgaria | Pleven                   | 19 settembre |
| 5 | Spagna   | Salou                    | 21 novembre  |

## Open (Top 8)
| Pos | Pilota                | Moto/Team                  | ITA 1 | ITA 2 | ITA 3 | GER 1 | GER 2 | GER 3 | SIC 1 | SIC 2 | SIC 3 | BUL 1 | BUL 2 | BUL 3 | ESP 1 | ESP 2 | ESP 3 | Punti |
| --- | --------------------- | -------------------------- | ----- | ----- | ----- | ----- | ----- | ----- | ----- | ----- | ----- | ----- | ----- | ----- | ----- | ----- | ----- | ----- |
| 1   | Uros Nastran          | Husqvarna Zupin Moto-Sport | 1     | 1     | 1     | 2     | 2     | 4     | 1     | 2     | 2     | 2     | 3     | 2     | 4     | 3     | 1     | 333   |
| 2   | Fabrizio Bartolini    | Husqvarna Extremeteam      | 3     | 7     | 3     | 3     | 6     | 3     | 2     | 4     | 3     | 4     | 4     | 15    | 1     | 2     | 2     | 280   |
| 3   | Teo Monticelli        | Honda Freccia Monticelli   | 7     | 6     | 4     | 8     | 16    | 10    | 3     | 1     | 1     | 5     | 2     | 4     | 2     | 4     | 4     | 260   |
| 4   | Massimiliano Porfiri  | Honda Freccia Monticelli   | 8     | 14    | 6     | 6     | 5     | 5     | 4     | 3     | 4     | 6     | 6     | 8     | 3     | 1     | 3     | 246   |
| 5   | Angel Karanyotov      | KTM Team Bulgaria          | 20    | 17    | 28    | 4     | 11    | 17    | 7     | 6     | 8     | 1     | 1     | 1     | 6     | 5     | 5     | 201   |
| 6   | Alessandro Tognaccini | TM Birba 747 Motorsport    | 10    | 9     | 10    | 13    | 7     | 6     | 6     | 8     | 7     | 9     | 10    | 6     | 5     | 6     | 7     | 196   |
| 7   | Petr Vorlíček         | Suzuki DSR                 | 17    | 13    | 12    | 1     | 1     | 1     | 8     | 7     | 11    | 7     | 9     | 3     |       |       |       | 179   |
| 8   | Jan Deitenbach        | Suzuki DSR                 | 12    | 11    | 8     | 18    | rit.  | 16    | 14    | 12    | 10    | 3     | 5     | 7     | 8     | 7     | 8     | 157   |
| Pos | Pilota                | Moto/Team                  | ITA 1 | ITA 2 | ITA 3 | GER 1 | GER 2 | GER 3 | SIC 1 | SIC 2 | SIC 3 | BUL 1 | BUL 2 | BUL 3 | ESP 1 | ESP 2 | ESP 3 | Punti |